# Силва (Торино)
Силва је насеље у Италији у округу Торино, региону Пијемонт.
Према процени из 2011. у насељу је живело 174 становника. Насеље се налази на надморској висини од 436 м.